# Karolina Pelendritou
Karolina Pelendritou (25 de agosto de 1986) es una deportista chipriota que compitió en natación adaptada. Ganó ocho medallas en los Juegos Paralímpicos de Verano entre los años 2004 y 2024.

## Palmarés internacional
| Juegos Paralímpicos | Juegos Paralímpicos   | Juegos Paralímpicos | Juegos Paralímpicos |
| Año                 | Lugar                 | Medalla             | Prueba              |
| ------------------- | --------------------- | ------------------- | ------------------- |
| 2004                | Atenas (Grecia)       | Medalla de oro      | 100 m braza SB13    |
| 2008                | Pekín (China)         | Medalla de oro      | 100 m braza SB12    |
| 2008                | Pekín (China)         | Medalla de bronce   | 200 m estilos SM12  |
| 2012                | Londres (Reino Unido) | Medalla de plata    | 100 m braza SB12    |
| 2020                | Tokio (Japón)         | Medalla de oro      | 100 m braza SB11    |
| 2020                | Tokio (Japón)         | Medalla de bronce   | 50 m libre S11      |
| 2024                | París (Francia)       | Medalla de plata    | 50 m libre S11      |
| 2024                | París (Francia)       | Medalla de bronce   | 100 m braza SB11    |